# Carlos Antonio de La Serna Santander
Carlos Antonio de La Serna Santander (1752-1813) est un bibliothécaire espagnol.

## Biographie
Né en Espagne, il devient jésuite, mais s'installe à Bruxelles, où vit sa famille maternelle, après la suppression de la Compagnie de Jésus en 1773. 
Son oncle, dom Simon de Santander, y a une grand bibliothèque et lui donne l'occasion de s'initier à la bibliophilie. Nommé ensuite bibliothécaire de l'École centrale de Bruxelles, qui remplaçait l'ancienne université de Louvain supprimée, il devient un des grands spécialistes des incunables.

## Œuvres
- Catalogue de la bibliothèque de dom Simon de Santander, Bruxelles, 1792 et 1803 ;
- Dictionnaire bibliographique du XVe siècle, Bruxelles, 1805-1807, 3 volumes in-8° : le premier volume contient une histoire de l'imprimerie, et les deux autres une bibliographie des incunables connus à cette époque, classés par ordre alphabétique.